# Світова федерація українських лікарських товариств
Світова федерація українських лікарських товариств (СФУЛТ, англ. World Federation of Ukrainian Medical Associations, WFUMA) — професійно-громадська організація українських лікарів, створена 1977 року з ініціативи Українського Лікарського Товариства Північної Америки.

## Мета організації
СФУЛТ — створено для сприяння охороні і зміцненню здоров'я народу України, розвитку вітчизняної науки, участі в розв'язанні медичних проблем, сприяння професійному зростанню медичних працівників, їх правовому та соціальному захисту.
СФУЛТ — ініціатор проєкту «Сітка лікарів», партнером якого є Програма «Від лікарні до лікарні». Основне завдання «Сітки лікарів» — розвиток міжнародних зв'язків українських лікарень і поліпшення надання медичної допомоги в сільській місцевості. СФУЛТ бере активну участь у розвитку телемедицини в Україні.
Крайові організації СФУЛТ існують в Австралії, Австрії, Болгарії, Великій Британії, Німеччині, Польщі, Росії, Словаччині, США, Канаді, Україні, Франції, Чехії.

## Очільники СФУЛТ
Першим президентом СФУЛТ був доктор Роман Осінчук, після нього — доктор Ахіль Хрептовський, який першим у 1989 році встановив контакт з лікарями України. Від 1992 до 2000 року СФУЛТ очолював доктор Павло Джуль. У 2000 році вперше президентом СФУЛТ обраний лікар з України — Любомир Пиріг (академік Академії медичних наук, член-кореспондент Національної академії наук, заслужений діяч науки і техніки України, Київ).

### Правління СФУЛТ
Президент СФУЛТ: Андрій Базилевич, Львів
Почесний президент: Любомир Пиріг, Київ
Віцепрезидент: Роксоляна Горбова, США, Мусій Олег, Київ
Відповідальний секретар: Іван Сорока, Київ

### Члени Правління
- Іван Сорока, Київ
- Сергій Гаврилюк, Київ
- Андрій Іванців, Львів
- Світлана Мушак, Київ
- Станіслав Нечаїв, Київ
- Микола Поліщук, Київ
- Ігор Вакалюк, Івано-Франківськ
- Ігор Паньків, Тернопіль
- Леонід Грищук, Тернопіль
- Зоряна Жукровська, Львів
- Микола Тищук, Одеса
- Аким Литвак, Одеса
- Наталія Зимак–Закутня, Хмельницький
- Олексій Хонда, Київ
- Олена Євстігнеєва, Київ

### Почесні члени Правління
- Олег Ціборовський, Київ
- Петро Бачинський,Дніпропетровськ
- Борис Білинський, Львів

### Крайові представники
- Ігор Коцюмбас, Австралія
- Микола Корпан, Австрія
- Лавро Богодар Кучинський, Бразилія
- Роман Крег, Велика Британія
- Володимир Мороз, Німеччина
- Петро Стабішевський, Польща
- Ярослав Коланчик, Польща
- Василь Антонів, Росія
- Михайло Бобинець, Словаччина
- Олександра Гомула, Франція
- Андрій Репецький, США
- Лев Волянський, США

## Конґреси СФУЛТ
На конгресах СФУЛТ обговорюються питання організації медичної допомоги, освіти, наслідків аварії на Чорнобильській атомній електростанції, лікарі різних країн діляться знаннями й досвідом про нові методи діагностики та лікування в різних галузях медицини (традиційні розділи програм конгресів). Крім цього, обговорювалися питання безпеки праці та профпатології, охорони материнства і дитинства, інфекційних хвороб, лікарської етики й деонтології, розвитку курортів в Україні та інші.
Видаються праці конгресів, їхню роботу висвітлюють засоби масової інформації, учасники приймають рекомендації, звернення до лікарської громадськості, владних структур Української держави.
Участь в конгресах беруть від 100 до 150 представників крайових організацій СФУЛТ, 350-500 лікарів, учених-медиків України.
- 1984 — Мюнхен;
- 1988 — Відень;
- 1990 – Київ-Львів;(Від 1990 року що два роки конгреси відбуваються в Україні)
- 1992 – Харків;
- 1994 – Дніпропетровськ;
- 1996 – Одеса;
- 1998 – Ужгород;
- 2000 – Львів-Трускавець;
- 2002 — Луганськ;
- 2004 — Чернівці
- 2006 — Полтава;
- 2008 — Івано-Франківськ[1];
- 2010 — Львів;
- 2012 — Донецьк[2];
- 2014 — Чернівці[3];
- 2016 — Київ.